# Gabriela Golder
Gabriela Golder (Buenos Aires, 1971) es una artista, profesora y curadora argentina que ha desarrollado la mayor parte de su producción artística en el área del video experimental y de las instalaciones audiovisuales. Sus obras han recibido diferentes premios, entre ellos el "Sigwart Blum" de la Asociación de Críticos de Arte de Argentina (2007), el Media Art Award del Zentrum für Kunst und Medietechnologie(2003), Alemania, el primer Premio en el Salón Nacional de Artes Visuales (2004), el primer premio en Videobrasil (2003) y el Premio Konex Diploma al Mérito en Arte y Tecnología.